# Moritz Lazarus
 (novembre 2015).
Pour les articles homonymes, voir Lazarus.
Moritz Lazarus (15 septembre 1824, Filehne, arrondissement de Czarnikau – 13 avril 1903, Merano) est un philosophe, psychologue allemand et opposant à l'antisémitisme de son temps.

## Vie et éducation
Il est né à Filehne, Grand-duché de Posen (actuellement Wieleń). Fils d'Aaron Levin Lazarus, élève d'Akiva Eiger, et lui-même président du Beth Din et de la yeshiva de Filehne (mort en 1874), il a étudié la littérature hébraïque et l'histoire, puis le droit et la philosophie à l'Université de Berlin. En 1850, il obtient son doctorat, et la même année, il épouse Sarah Lebenheim.
De 1860 à 1866, il est professeur à l'Université de Berne, puis retournera par la suite à Berlin pour devenir professeur de philosophie à la kriegsakademie (1868) puis à l'université de Berlin (1873). À l'occasion de son soixante-dixième anniversaire, il a reçu le titre de Geheimrath. Il est mort à Meran.

## Philosophie
Le principe fondamental de sa philosophie est que la vérité ne doit pas être recherchée dans la métaphysique ou l'abstraction mais dans l'investigation psychologique, principalement consacrée à la société et non à la conscience personnelle de l'individu. Le psychologue doit étudier l'humanité du point de vue historique ou comparatif, analyser les éléments qui constituent le tissu de la société, avec ses coutumes, ses conventions et les grandes tendances de son évolution.
Ce Völkerpsychologie (ou "psychologie comparative") est un des principaux développements de la théorie philosophique de Johann Friedrich Herbart. C'est une protestation à la fois contre le point de vue scientifique des philosophes naturalistes, et contre l'individualisme de la philosophie positiviste.
En association avec Heymann Steinthal, il fonde Zeitschrift für Völkerpsychologie und Sprachwissenschaft ("Journal de la psychologie internationale et de la linguistique") en 1859. Ses contributions à ce journal sont nombreuses et importantes. Son principal travail concernait Das Leben der Seele ("vie de l'âme") (Berlin, 1855-1857 ; 3e éd., 1883). Ses autres travaux philosophiques ont été : Ueber den Ursprung der Sitten ("sur l'origine de la morale") (1860 et 1867), Ueber die Ideen in der Geschichte ("sur les idées dans l'histoire") (1865 et 1872), Zur Lehre von den Sinnestäuschungen ("Aux enseignements des illusions sensorielles") (1867), Ideale Fragen ("Questions idéales") (1875 et 1885), Erziehung und Geschichte ("éducation et histoire") (1881), Unser Standpunkt ("Notre point de vue") (1881), Ueber die Reize des Spiels ("Tout le charme du jeu") (1883).
Lazarus était également connu pour avoir un rôle important contre l'antisémitisme de l'époque. Comme Heinrich Heine, Berthold Auerbach et Steinthal, il a tenu une place importante dans la littérature allemande de pensées (essais). Malgré le ton modéré de ses publications, il a connu la censure. Il a écrit à ce sujet un certain nombre d'articles en 1887 sous le titre Treu und Frei : Reden und Vorträge über Juden und Judenthum ("Fidèle et libre : discours et conférences sur les Juifs et le judaïsme"). En 1869 et 1871, il fut président du premier et second juif synode à Leipzig et Augsbourg.

## Création de la psychologie nationale ("Völkerpsychologie")
La première publication de Lazarus, "Die Sittliche Berechtigung Preussens in Deutschland" ("L'autorité morale de la Prusse en Allemagne") (Berlin, 1850), faisait appel à un public large. Dans ce livre il revendique le leadership de la Prusse sur les autres États allemands en raison de sa supériorité politique, philosophique et religieuse. A partie de 1850 Lazarus se consacre particulièrement à la psychologie. En appliquant les lois psychologiques de l'individu à la nation et à la société (êtres sociaux), Lazarus crée une nouvelle branche de la recherche psychologique qu'il qualifie de "Völkerpsychologie" (psychologie nationale). Dans un article intitulé "Ueber den Begriff und die Möglichkeit einer Völkerpsychologie als Wissenschaft" ("À propos de l'expression et de la possibilité d'une psychologie internationale comme une science"), il jette les bases pour l'étude de cette science. Neuf ans plus tard, en collaboration avec Steinthal, son ami et beau-frère, Lazarus crée le "Zeitschrift für Völkerpsychologie und Sprachwissenschaft" ("Journal de la psychologie internationale et linguistique"). De 1856 à 1858, il publie son principal ouvrage, "Das Leben der Seele in Monographien" ("La vie de l'âme dans les monographies") (3 vol. ; 3e éd., 1883 – 97) qui traite des problèmes principaux de la psychologie, du point de vue de la philosophie de Herbart. Rédigé dans un style simple et populaire, il trouve rapidement un large cercle de lecteurs.
En 1860, Lazarus devient professeur de psychologie à l'université de Berne ; six ans plus tard, il retourna à Berlin pour devenir enseignant de philosophie à la Royal Military Academy. En 1874, il était professeur de philosophie à l'université de cette ville. Il a été l'un des fondateurs du Schillerstiftung et en a été le président durant quelques années. Il a été aussi du conservateur du Victoria Lyceum. À l'occasion de son soixante-dixième anniversaire, Lazarus reçu plusieurs titres d'honneur dont celui de « Königlicher Geheimer Regierungsrath », de docteur en droit, et de docteur en théologie. En 1895, Lazarus, après la mort de sa première épouse, épousa la veuve Nahida Ruth Remy, qui, sous son influence, embrassa la cause du judaïsme. Durant ses dernières années Lazarus vécu une vie retirée à Meran.
Parmi ses plus courts écrits philosophiques et historiques, on peut mentionné : "Ueber den Ursprung der Sitten" ("sur l'origine de la morale"), "Ueber die Ideen in der Geschichte" ("Sur les idées dans l'histoire"), "Zur Lehre von den Sinneserscheinungen" ("Aux enseignements des phénomènes de l'esprit"), "Ein Psychologischer Blick in Unsere Zeit" ("Un regard psychologique à notre époque"), "Ideale Fragen" ("Questions idéales"), "Erziehung und Geschichte" ("L'éducation et l'histoire"), et "Ueber die Reize des Spiels" ("tout le charme du jeu").

## Activité communale
Lazarus a pris une place importante dans la vie publique et spirituelle des juifs de Prusse. De 1867 à 1892, il a été membre de la congrégation juive de Berlin. De 1882 à 1894, il fut vice-président de la Deutsch-Israelitischer Gemeindebund. De 1867 à 1874, il a été président de l'Alliance israélite universelle de Berlin. En 1869, il a été le président de la synode juive de Leipzig, et en 1871 de celui de Augsbourg. Il a été aussi vice-président de la Russian Auxiliary Committee et du Romanian Committee (1869–94). Lazare était par ailleurs l'un des fondateurs de la Lehranstalt für die de Berlin et à la présidence de son Conseil des conservateurs durant de nombreuses années. Il était un orateur très réputé et populaire. Ses plus importantes conférences sur les Juifs et le judaïsme ont été recueillies et publiées dans son « Treu und Frei, » Leipzig, 1887 (contenant ses discours aux réunions des deux synodes ; « Was heisst National? » ; « Unser Neue » ; « An die Deutschen Juden"; "Auf Moses Mendelssohn" ; "Auf Michael Sachs (de)" ; "Aus einer Jüdischen Gemeinde vor Fünfzig Jahren").
Lazarus a consacré beaucoup de temps et d'énergie à la lutte contre l'antisémitisme qui avait pris en Allemagne aux environs de 1878. Il fut l'un des plus éminents défenseurs des juifs de son temps. Comme beaucoup de ses contemporains, il croyait (mais à tort) que l'antisémitisme était simplement un phénomène créé par des réactionnaires, une fantaisie passagère qui pourrait être expliqué dans les écrits. Il a affirmé que les juifs étaient unis par le biais de leur histoire religieuse ("Treu und Frei," p. 77) seulement.

## L'éthique du judaïsme ("Die Ethik des Judenthums")
Concernant ses plus importantes contributions à la littérature juive peuvent être cités : « Der prophète Jérémie"(1894), une conférence et « Die Ethik des Judenthums » (partie i, 1898 ; 2e éd., 1899 ; traduit en anglais par Henrietta Szold et publiée par la Jewish Publication Society of America, 1900). Dans ce dernier ouvrage Lazarus pense l'éthique comme une résultante plutôt que comme le principe fondamental de la religion et, à la suite de Kant, établit le principe de l'éthique juive, en particulier l'égalité de Dieu et du droit d'autonomie, conception juive de Dieu qui a été, bien sûr, abandonnée. Lazarus ne parvient pas à montrer l'évolution historique de la morale du judaïsme selon diverses sources, comme cela a été souligné par Herman Cohen ("Das Problem der Jüdischen Sittenlehre, eine Kritik von Lazarus, 'Ethik des Judenthums,'" in "Monatsschrift," xliii, 385 et seq.).